# Amfotericină B
Amfotericina B este un antifungic din clasa macrolidelor polienice, fiind utilizat în tratamentul unor infecții fungice și al leishmaniozei. Micozele tratate sunt: aspergiloza, blastomicoza, candidoza, coccidioidomicoza și criptococoza. Calea de administrare disponibilă este cea intravenoasă.
Amfotericina B a fost izolată din Streptomyces nodosus în anul 1955 și a fost aprobată pentru uz medical în anul 1958. Se află pe lista medicamentelor esențiale ale Organizației Mondiale a Sănătății.